# Ángel Guimerá

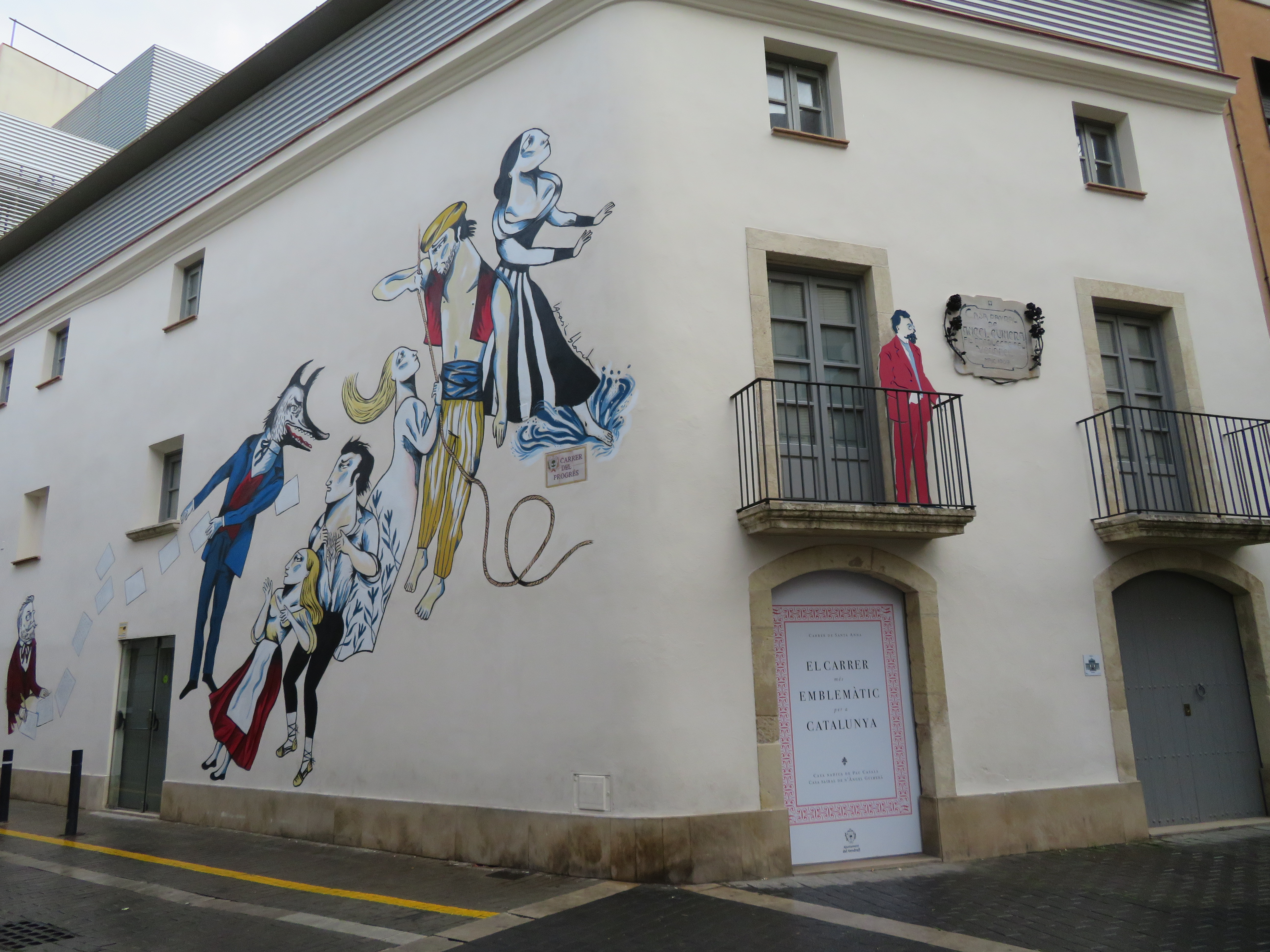
Casa de Ángel Guimerà (Vendrell, Tarragona)

Ángel Guimerá y Jorge (Santa Cruz de Tenerife, 6 de mayo de 1845-Barcelona, 18 de julio de 1924) fue un escritor, poeta y dramaturgo español, uno de los máximos exponentes de la Renaixença o «resurgimiento» de las letras catalanas a finales del siglo XIX. En su extensa obra unió una apariencia romántica con los elementos principales del realismo. 

## Biografía
Guimerá era hijo de padre catalán, Agustín Guimerá Fonts, y de madre canaria, Margarita Jorge Castellano. Nació en Santa Cruz de Tenerife, en la que entonces se llamaba calle Canales, y que actualmente lleva su propio nombre. Fue bautizado el 10 de mayo de 1845 en la Parroquia Matriz de la Concepción. En diciembre de 1853 se trasladó a vivir a Cataluña, acompañado de su madre y su hermano Julio, residiendo en Barcelona, durante cuatro meses, hasta que sus padres se casaron el 3 de agosto de 1854[cita requerida] y se trasladaron a vivir a la localidad tarraconense de Vendrell. Fue al colegio de San Antonio de los padres escolapios de Barcelona, donde recibió una formación clásica y en castellano. Viviría a partir de entonces entre la ciudad condal y Vendrell, en la que solía refugiarse en sus tiempos libres. Su amigo vendrellense Jaume Ramon y Vidales fue quien lo introdujo en la lengua catalana.
Si bien Guimerá inició su carrera literaria en la poesía, fue su talento como dramaturgo el que le granjearía fama internacional, aunque no fue hasta haber obtenido el título de Mestre en Gai Saber al ganar sus terceros Juegos Florales en 1877. Sus dramas en verso Gala Placidia (1879), Judith de Welp (1883), Mar y cel («Mar y cielo», 1888) y Rey y monjo («Rey y monje», 1890) convirtieron a Guimerá en el dramaturgo en lengua catalana más importante de su generación; especialmente gracias a Mar y Cel , que cosechó desde el mismo instante de su estreno un clamoroso éxito de crítica y público. Esta fue su primera obra traducida al castellano, por Enrique Gaspar. En 1889 fue homenajeado con la presidencia de los Juegos Florales.

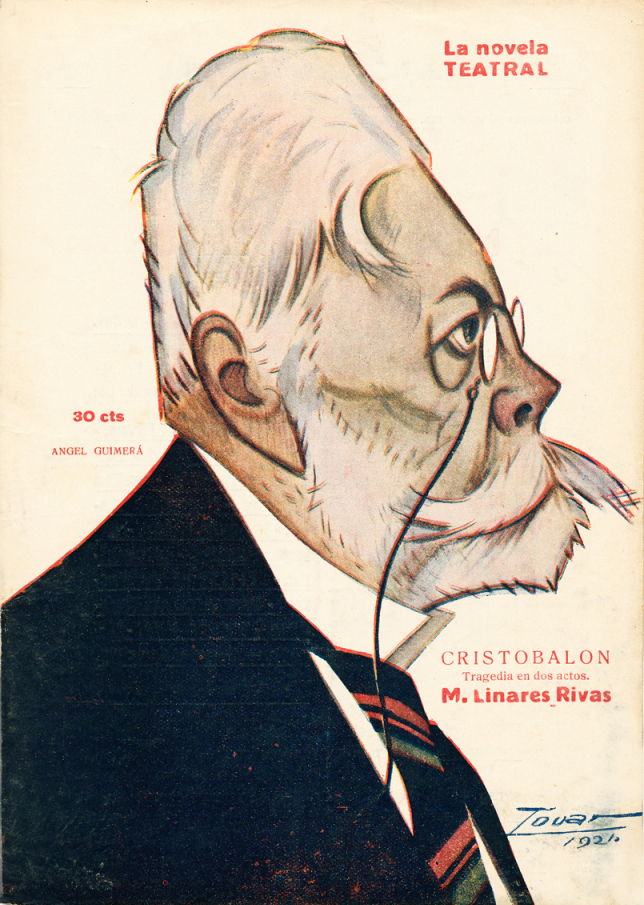
Caricaturizado en la portada de La Novela Teatral por Tovar (1921)

María Rosa (1894) fue una de sus obras maestras, tras la cual se sucedieron otros estrenos tan notables como La festa del blat («La fiesta del trigo», 1896) y Terra baixa («Tierra baja», 1897), la cual fue un gran éxito en Cataluña, lo que propició su inmediata traducción al castellano, a cargo de José Echegaray, y a trece lenguas europeas más. En 1903, Eugen d'Albert estrenó en Praga su ópera Tiefland, con libreto de R. Lothar, basada en este drama, que contribuyó a hacerla más conocida. Sobre el mismo drama, en 1907 se estrenó la ópera de Ferdinand Le Borne La catalane.
Debido al éxito de sus dramas, fue uno de los autores más llevados al cine a principios del siglo XX, cuando se rodaron en castellano Tierra baja (1907), María Rosa (1908), Mar y cielo (1910) y La reina joven (1916). Terra baixa dio pie a películas mudas en Argentina, Estados Unidos y Alemania, donde en 1940 Leni Riefenstahl dirigió Tiefland, notable película estrenada en 1953. Por su parte, el director mexicano Miguel Zacarías realizó una notable versión interpretada por Pedro Armendáriz.
Otras piezas notables del dramaturgo son la comedia La Baldirona (1892) y el drama La filla del mar («La hija del mar») (1900), estrenado en el Teatro Romea bajo la dirección de Enric Borrás y con la participación de los intérpretes Adela Sala, Adela Clemente, Antònia Baró, Emilia Baró, Iscle Soler, Maria Morera, además del propio Borrás entre otros. La filla del mar  también fue convertida en ópera por Eugen d'Albert (Liebesketten, 1912). Guimerá también fue el autor de La Santa Espina, comedia musical de la que su sardana, con el estribillo som i serem gent catalana y música de Enric Morera, se convertiría en un himno catalán no oficial, de gran popularidad.
En 1874 forma parte del grupo ‘Jove Catalunya’, que fue la primera asociación catalanista que existió, bajo cuyos auspicios, comenzó a participar activamente en el movimiento político y cultural que propugnaba la instauración de la autonomía catalana. En 1889 fue escogido presidente de la Lliga de Catalunya y en 1892 es ponente de las Bases de Manresa para la constitución regional catalana, organizadas por la Unió Catalanista. En 1895 fue elegido presidente del Ateneu barcelonés y pronuncia, por primera vez en la historia de la institución, el discurso inaugural en catalán.
Guimerá fue propuesto para el Premio Nobel de Literatura repetidamente, por miembros de la Academia de Buenas Letras de Barcelona y a instancia de la Academia Sueca, y esa propuesta sería renovada todos los años, sin éxito, hasta la muerte del autor.
Su muerte se produjo en Barcelona, el 18 de julio de 1924, y tuvo un entierro multitudinario en el cementerio de Montjuic.

## Premios y reconocimientos

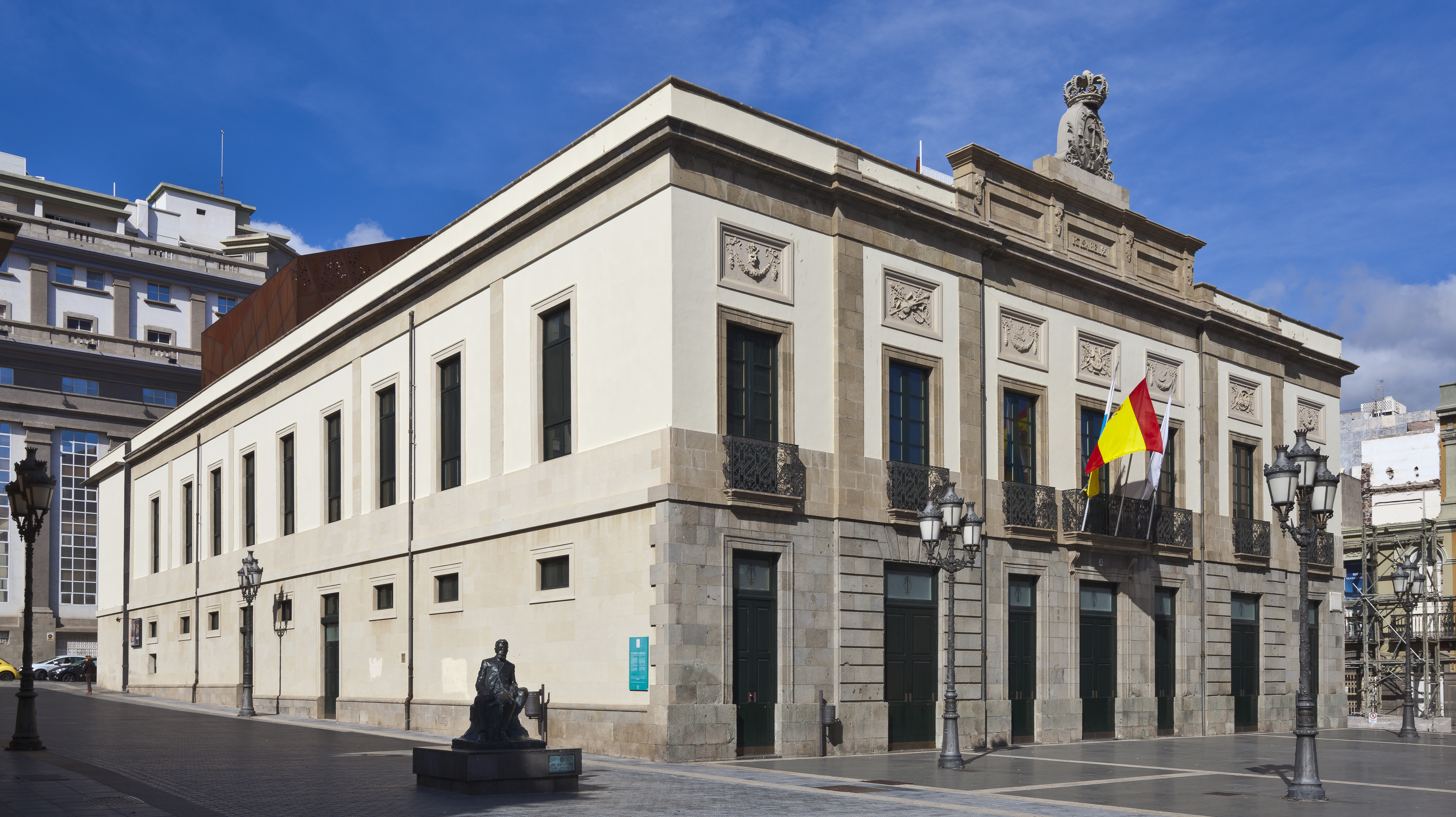
Teatro Guimerá en Santa Cruz de Tenerife

El 1909 fue nombrado hijo adoptivo de la ciudad de Barcelona. En 1911 se le nombró miembro numerario del Instituto de Estudios Catalanes. En 1916 Francia lo nombra Caballero de la Legión de Honor.
En su honor y desde 1923, lleva su nombre el principal teatro de Santa Cruz de Tenerife, que es el más antiguo de las islas Canarias. Dicho teatro se encuentra en la avenida Ángel Guimerá, nombrada así por ser la calle en donde nació el dramaturgo. En la fachada del Museo Municipal de Bellas Artes de Santa Cruz de Tenerife se encuentran una serie de bustos de mármol que representan a tinerfeños ilustres, entre ellos está Ángel Guimerá. En el municipio tinerfeño de San Juan de la Rambla el Colegio Ángel Guimerá lleva su nombre.
En la plaza del Pino de Barcelona, frente a la botica en la que Guimerá asistió a sus primeras tertulias literarias, se encuentra una estatua sedente de bronce de Ángel Guimerá, réplica fiel de la que se encuentra situada frente al citado Teatro Guimerá de Santa Cruz de Tenerife. Existe a su vez, otra estatua similar en el municipio de Vendrell, en la provincia de Tarragona. Estas tres estatuas fueron realizadas por el escultor Josep M. Codina y Corona a partir de un molde realizado por Josep Cardona i Furró.
En Valencia existe una estación de metro nombrada en su honor.

## Obras de Ángel Guimerá

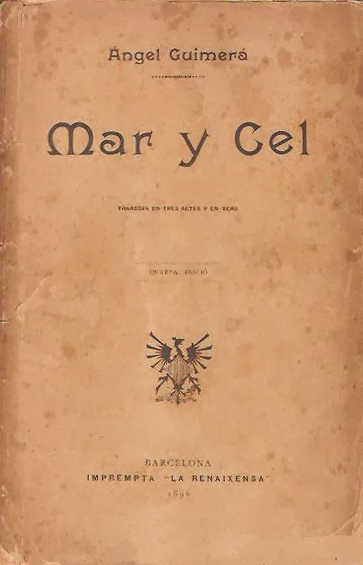
Edición de Mar y Cel (1896)

- Primera etapa:
- Gala Placidia (1879)
- Lo Fill del Rey (1886)
- Mar y Cel (1888)
- L'Ateneu (1889)
- Rey y monjo (1890)

- Segunda etapa:
- La Boja (1890)
- L'Ánima morta (1892)
- Jesús de Nazaret (1894)
- María-Rosa (1894)
- La festa del blat (1896)
- Terra baixa (1897)
- Mosén Joanot (1898)
- La filla del mar (1900)

- Tercera etapa:
- L'aranya (1907)
- La Santa Espina (1907)
- La reina vella (1909)
- La reina jove (1911)